# Chauvency-Saint-Hubert
Chauvency-Saint-Hubert is een gemeente in het Franse departement Meuse (regio Grand Est) en telt 208 inwoners (1999). De plaats maakt deel uit van het arrondissement Verdun en ligt aan de Chiers.

## Geografie
| Aangrenzende gemeenten | Aangrenzende gemeenten | Aangrenzende gemeenten | Aangrenzende gemeenten | Aangrenzende gemeenten |
| ---------------------- | ---------------------- | ---------------------- | ---------------------- | ---------------------- |
| Bièvres                |                        |                        |                        | Thonne-le-Thil         |
|                        |                        |                        |                        |                        |
|                        |                        |                        |                        |                        |
|                        |                        |                        |                        |                        |
| Brouennes              |                        |                        |                        | Chauvency- le-Château  |

De onderstaande kaart toont de ligging van Chauvency-Saint-Hubert met de belangrijkste infrastructuur en aangrenzende gemeenten.

## Demografie
Onderstaande figuur toont het verloop van het inwonertal (bron: INSEE-tellingen).